# Klaudiusz Święcicki
Klaudiusz Święcicki – polski historyk, doktor habilitowany nauk humanistycznych. Specjalizuje się w historii: kultury, teatru oraz PRL. Profesor uczelni na Wydziale Historii Uniwersytetu im. Adama Mickiewicza w Poznaniu, gdzie pracuje w Pracowni Historii Wizualnej.
Stopień doktorski uzyskał w 2004 na podstawie pracy pt. Motywy historyczne w teatrze Tadeusza Kantora (promotorem był dr hab. Bohdan Lapis). Habilitował się w 2019 na podstawie oceny dorobku naukowego i monografii pt. Historia i pamięć w Teatrze Śmierci Tadeusza Kantora.